# Symplocos tribracteolata
Symplocos tribracteolata là một loài thực vật có hoa trong họ Dung. Loài này được Almeda miêu tả khoa học đầu tiên năm 1982.